# 나무꾼

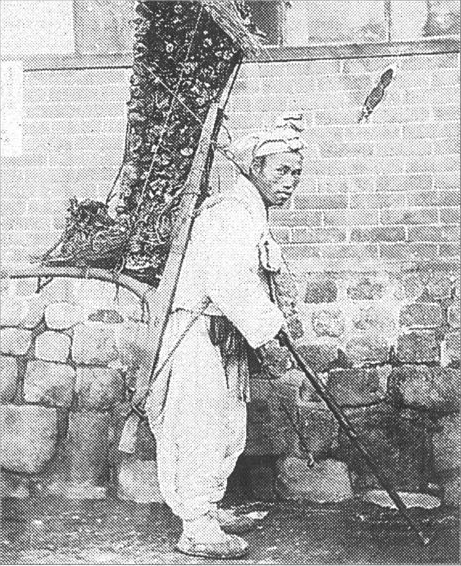
조선 말기의 땔감장수 또는 나무꾼

나무꾼(lumberjack)이란 벌채 산업에서 임산물로 가공될 나무를 일차적으로 수확 및 운송하는 자를 말한다.
이 일은 어렵고, 위험하고, 간헐적이고, 임금이 낮고, 원시적인 환경에서 생활해야 하는 일이었다. 그러나 남성들은 강인함, 남성다움, 위험에의 대결, 근대화에 대한 저항을 찬양하는 전통문화를 구축했다.

## 용어
나무꾼의 영단어 lumberjack은 나무의 초기 수확 및 운송을 수행하는 벌목 업계의 근로자를 가리키는 북미 용어이다. 이 용어는 일반적으로 미국에서 1945년 이전 시대에 수공구를 사용하여 나무를 베고 소에 의해 강으로 끌려가던 시대의 벌목꾼을 지칭한다.

## 같이 보기
- 수목의